# Fritz-Dietlof von der Schulenburg
Fritz-Dietlof Graf von der Schulenburg (ur. 5 września 1902 w Londynie, zm. 10 sierpnia 1944 w więzieniu Plötzensee) – niemiecki prawnik i urzędnik; arystokrata; członek NSDAP i oficer Wehrmachtu; opozycjonista antyhitlerowski związany z Kręgiem z Krzyżowej; obok Clausa von Stauffenberga główny organizator zamachu stanu z 20 lipca 1944 roku. W latach 1939–1940 zastępca nadprezydenta niemieckiej prowincji Śląsk.

## Życiorys
Urodził się w Londynie. Zanim został specjalistą w zakresie prawa administracyjnego studiował prawo na uniwersytetach w Getyndze i Marburgu. Egzamin asesorski zdał w 1928 r. w Poczdamie. W 1932 r., jako asesor, wstąpił do NSDAP. Rok później poślubił Charlotte Kotelmann, z którą miał pięć córek i jednego syna. Po przejęciu władzy przez nazistów pełnił różne funkcje partyjne na terenie wschodnich Niemiec. Przez kilka miesięcy pracował w Königsbergu (obecnie Królewiec) pełniąc funkcję osobistego referenta Ericha Kocha, ówczesnego gauleitera i nadprezydenta Prus Wschodnich.
Obserwowane sposoby sprawowania władzy przez nazistów coraz bardziej zniechęcały Schulenburga do ideologii nazistowskiej. Sposoby pozbywania się przeciwników politycznych oraz wymordowanie wysokich funkcjonariuszy bojówek NSDAP (niem. Sturmabteilung, SA) pod koniec czerwca 1934 roku (noc długich noży), spowodowały, że nabrał ostatecznego dystansu do ówczesnych władz partii. Nie szkodziło mu to w jego zawodowej karierze. W listopadzie 1934 r. został landratem powiatu Fischhausen; w 1937 mianowano go zastępcą prezydenta policji w Berlinie. W 1939 r. został nadprezydentem powtórnie połączonej prowincji we Wrocławiu.
W 1938 r. nawiązał kontakt z wojskowymi kręgami opozycji antyhitlerowskiej. Wspólnie ze swoim przyjacielem i krewnym hrabią Ulrichem Wilhelmem Schwerin von Schwanenfeldem już wówczas angażował się na rzecz przygotowywanego zamachu stanu, do którego zresztą nie doszło. Po wielkim pogromie Żydów z 9 listopada 1938 (noc kryształowa) wziął udział w zainicjowanym przez jego przyjaciela Petera Yorck von Wartenburga kręgu dyskusyjnym. Dyskutowano na jego spotkaniach kwestie konstytucyjne. Później związał się z Kręgiem z Krzyżowej. W ramach prowadzonych tam prac, korzystając z bogatego doświadczenia w zarządzaniu, przygotowywał propozycje zmian personalnych, jakie miały nastąpić po zamachu stanu.
W 1940 r., jako oficer rezerwy elitarnego poczdamskiego 9. regimentu piechoty, powołany został do wojska. Przez następne lata był jednym z najbardziej zdeterminowanych zwolenników przeprowadzenia zamachu stanu i zamordowania Adolfa Hitlera.
Po niepowodzeniu zamachu aresztowano Schulenburga późnym wieczorem 20 lipca 1944 w berlińskim Bendlerblock. 10 sierpnia 1944 sąd ludowy (Volksgerichtshof) skazał go na karę śmierci. Wyrok wykonano tego samego dnia w berlińskim więzieniu Plötzensee.